# Centro di documentazione del territorio Riccardo Francovich
Il Centro di documentazione del territorio Riccardo Francovich è un museo situato nel centro di Scarlino (GR).

## Storia
Il centro di documentazione viene inaugurato nel 1994 per documentare l'esperienza delle campagne di scavi effettuate presso la Rocca Pisana dal 1979 al 1983, sotto la direzione del professor Riccardo Francovich, che hanno permesso di riportare alla luce numerose strutture murarie riferibili ad un periodo storico molto vasto che va dall'età del Bronzo al XVII secolo: sono stati rinvenuti resti del XII-X secolo a.C., murature ellenistiche dei secoli IV-II a.C., un insediamento altomedievale (VII-X secolo), costituito da capanne in legno e da una piccola chiesa – l'antica pieve di Santa Maria – e modificazioni successive (XV secolo). Nel 2007, con la morte improvvisa di Riccardo Francovich, il museo viene a lui intitolato.

## Sale espositive

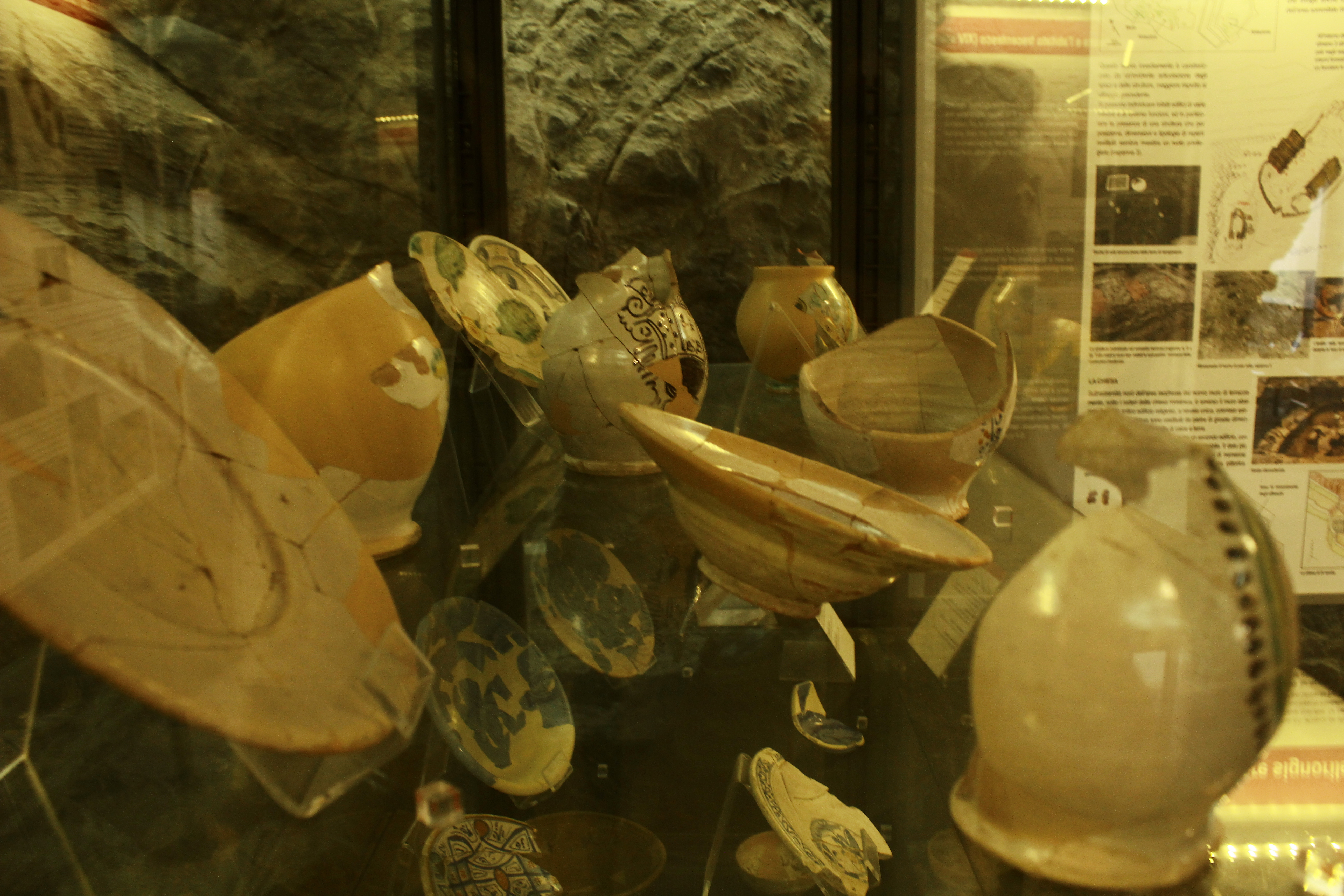
Collezione di ceramiche

Il museo dispone di tre piccole sale espositive che documentano i vari periodi nell'area della Rocca Pisana tramite reperti rinvenuti durante le campagne di scavi. Le prime due sale contengono, oltre a pannelli esplicativi che illustrano la storia di Scarlino e della rocca, cinque vetrine espositive.
La prima vetrina espone alcuni reperti dei periodi più antichi: sette ceramiche d'impasto della tarda età del Bronzo (XII-X secolo a.C.) ed una lucerna dell'età del Ferro (fine VIII secolo a.C.); tre ceramiche dell'età etrusco-arcaica (fine VII-VI secolo a.C.): resti di un'anfora vinaria, di una ciotola e di una piccola olla; altri resti di oggetti dell'età ellenistica (VII-II secolo a.C.): una coppetta in argilla figulina policroma, un dolio dei primi decenni del III secolo a.C., un kylix (coppa) in vernice nera dello stesso periodo, uno skyphos (vaso ansato) in vernice nera sovradipinta, un oinochoe (brocca) con bocca a cartoccio del IV secolo a.C. e un'olla in ceramica d'impasto.
La seconda vetrina espone invece oggetti ornamentali di età moderna: medaglie votive in bronzo provenienti dalle aree cimiteriali esterne ed interne alla chiesa, databili intorno al XVI e XVII secolo; nove anelli dello stesso periodo di diverse fatture e materiali (argento, bronzo, oro); altri oggetti ornamentali e di uso quotidiano come pipe, ditali, fibbie, bottoni, pendagli, risalenti a periodi tra i secoli XVI e XVIII, fatta eccezione per una fibula a disco con castone rilevato, decorato con animale fantastico, in bronzo con tracce di smalto verde e rosso, databile intorno al IX secolo.

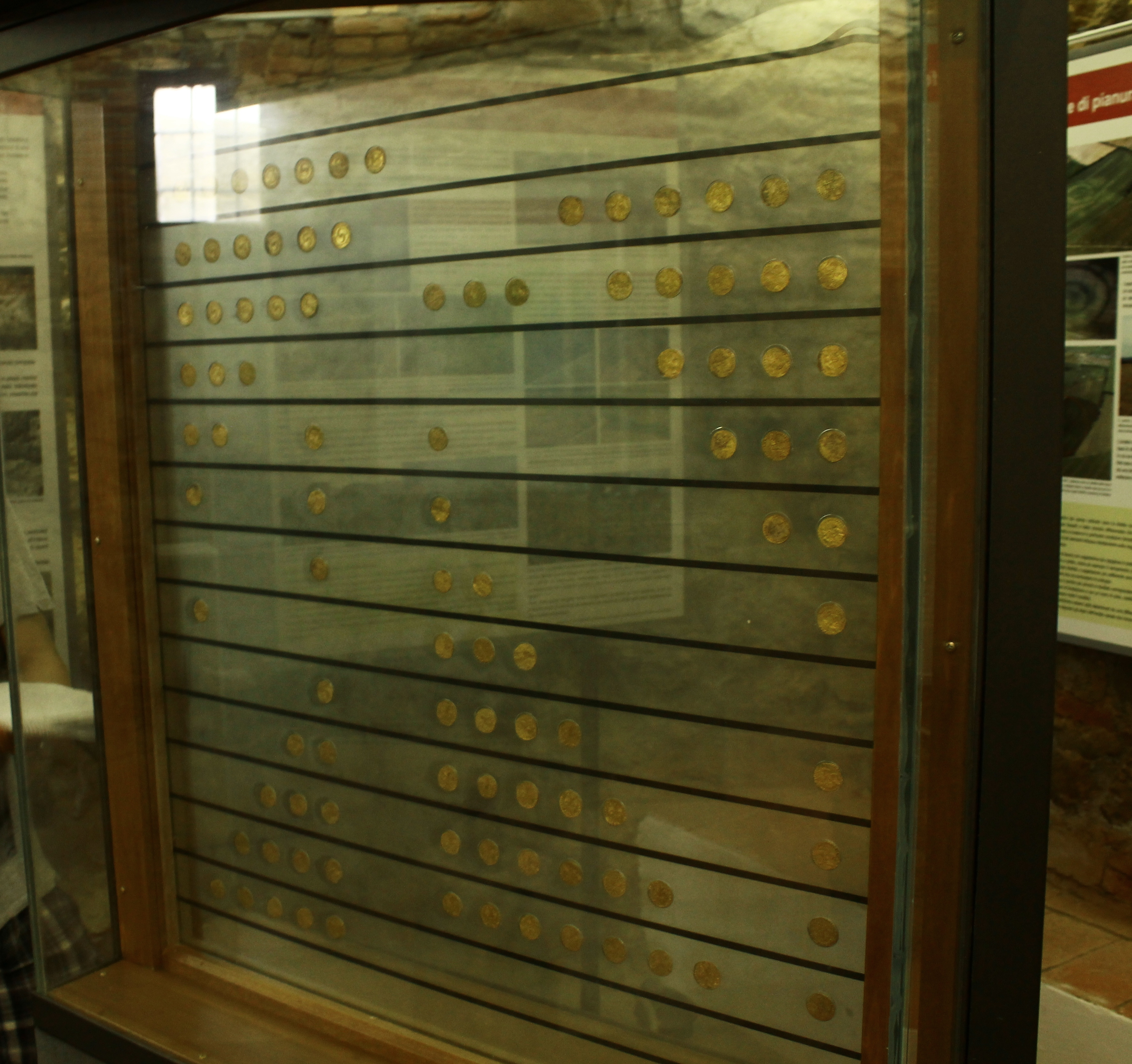
Il tesoro di Scarlino

Altre tre vetrine espongono una vasta raccolta di ceramiche risalenti ad un lungo periodo tra il IX e il XVIII secolo. La prima raccoglie ceramiche più antiche, come cinque ceramiche di importazione, dalla Liguria, dalla Tunisia, o dalla Grecia bizantina, tra i secoli IX e XIII; ceramiche relative ai periodi di frequentazione compresi tra il X e XIII secolo, come olle, ciotole boccali e anfore acrome grezze e un frammento non identificabile in pietra ollare; fino a ceramiche dei secoli XIV e XV, come maioliche arcaiche (boccali, catini, scodelline, ciotole), un'anforetta, un coperchietto e due fuseruole acrome depurate, un'olla acroma grezza, una zaffera a rilievo (boccale), una brocchetta invetriata verde e un tegame invetriato su impasto grezzo. La seconda espone ceramiche dei secoli XV e XVI: tre maioliche policrome (un boccale, un albarello e una brocca), due pentole e un tegame invetriati, un secchiello e un boccale in ceramica ingubbiata e graffita policroma; tre contenitori per liquidi in ceramica acroma depurata. La terza espone ceramiche dei secoli dal XVI al XVIII: numerose maioliche (piatti, boccali, ciotole e scodelle), e ceramiche ingubbiate e graffite (piatti, catini, ciotole e scodelle). 
La terza sala, la più piccola, contiene invece il cosiddetto tesoro di Scarlino, costituito da cento monete d'oro databili intorno al XIV secolo e rinvenuto in una nicchia della vecchia pieve di Santa Maria all'interno di un vasetto. Le monete provengono da sette diverse zecche: Roma, Genova, Lucca, Venezia, Milano, Pisa e anche dall'Ungheria. Nella stessa stanza, alcuni pannelli documentano le ricerche effettuate a partire dal 2005 in località Vetricella, dove è stata provata la presenza del castello doganale della Castellina, attestato nei secoli IX-XII.